# Велика Вись
Вели́ка Вись, Вись — річка в Україні, ліва притока Синюхи (басейн Південного Бугу).
Протікає територією Кіровоградської та Черкаської області, в межах Придніпровської височини. На річці розташоване місто Новомиргород.

## Опис
Довжина річки 166 км, площа басейну 2860 км². Долина переважно коритоподібна, у верхів'ї заболочена; завширшки 4 км, завглибшки до 40 м. Річище слабозвивисте, завширшки до 20 м. Похил річки 0,55 м/км. Живлення переважно снігове. На річці розташоване Кам'янське водосховище.

## Історичні відомості
Назва річки Вись вперше згадується в Іпатіївському літописі під 1190 роком у множині (очевидно, мались на увазі річки Велика та Мала Вись):
| Половци же... и ѣхавше и легоша по Висемь и тоу перепочивше конемь своим и ѣхаша ко Боровомоу . и слъıшавше Ростислава Рюриковича в Торьскомъ . и возвратишасѧ... |
На думку професора Василя Лучика, ця згадка свідчить про першопочаткове -і- замість -и- в основі назви, в зв'язку з чим її значення трактують як «розливатись», «текти» (споріднено з гідронімами Вісла та Висунь).
До XVIII ст Велика Вись була кордоном між Річчю Посполитою та Вольностями Війська Запорозького. В 1752—1764 роках річка відмежовувала від Польщі землі Нової Сербії, а з XIX ст тут проходив кордон між Київською та Херсонською губерніями.

## Охорона
У заводі річки, на ділянці між Новомиргородом і селом Лікареве та частиною заводі притоки Турія від місця її впадіння в річку до села Листопадове розташований гідрологічний заказник загальнодержавного значення «Велика Вись». Охоронні землі заказника займають 568 га. Рослинний світ різноманітний у флористичному відношенні. На території заказника, що являє собою своєрідний трикутник, переважає болотна рослинність; тут зберігся типовий для півдня лісостепової зони заплавний лучно-болотний комплекс. Наукову цікавість являють засолені луки заказника, де збереглись рідкісні для України види осоки.
Існує проект створення ще одного заказника «Надвиснянський» площею 730 га на території Новомиргородського району.

## Притоки
Праві
- Дідова Балка
- Розливна
- Турія
- Гнилий Товмач

Ліві
- Оситна
- Мала Вись
- Кильтень
- Вільшанка
- Річка без назви - ліва притока. Бере початок на південно-східній околиці села Іванівки. Спочатку тече переважно на північний схід через село Пурпурівку, далі тече переважно на північний захід через село Ганнівку і на північно-східній околиці села Костянтинівки впадає у річку Велика Вись. Довжина річки 12 км, похил річки 4,3 км  площа басейну водозбіру 53,6 км².[6]

## Галерея

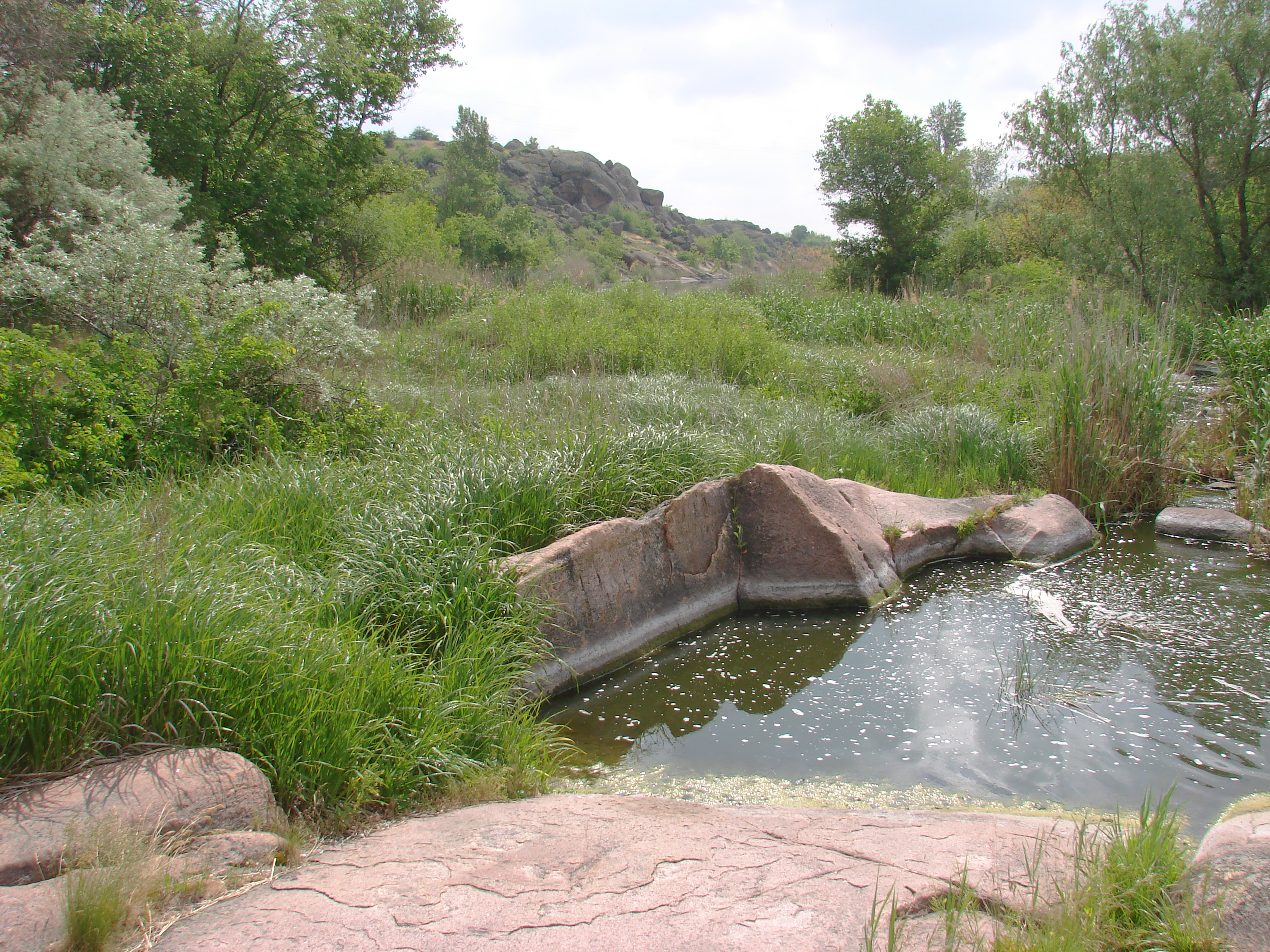
Кам'янське водосховище
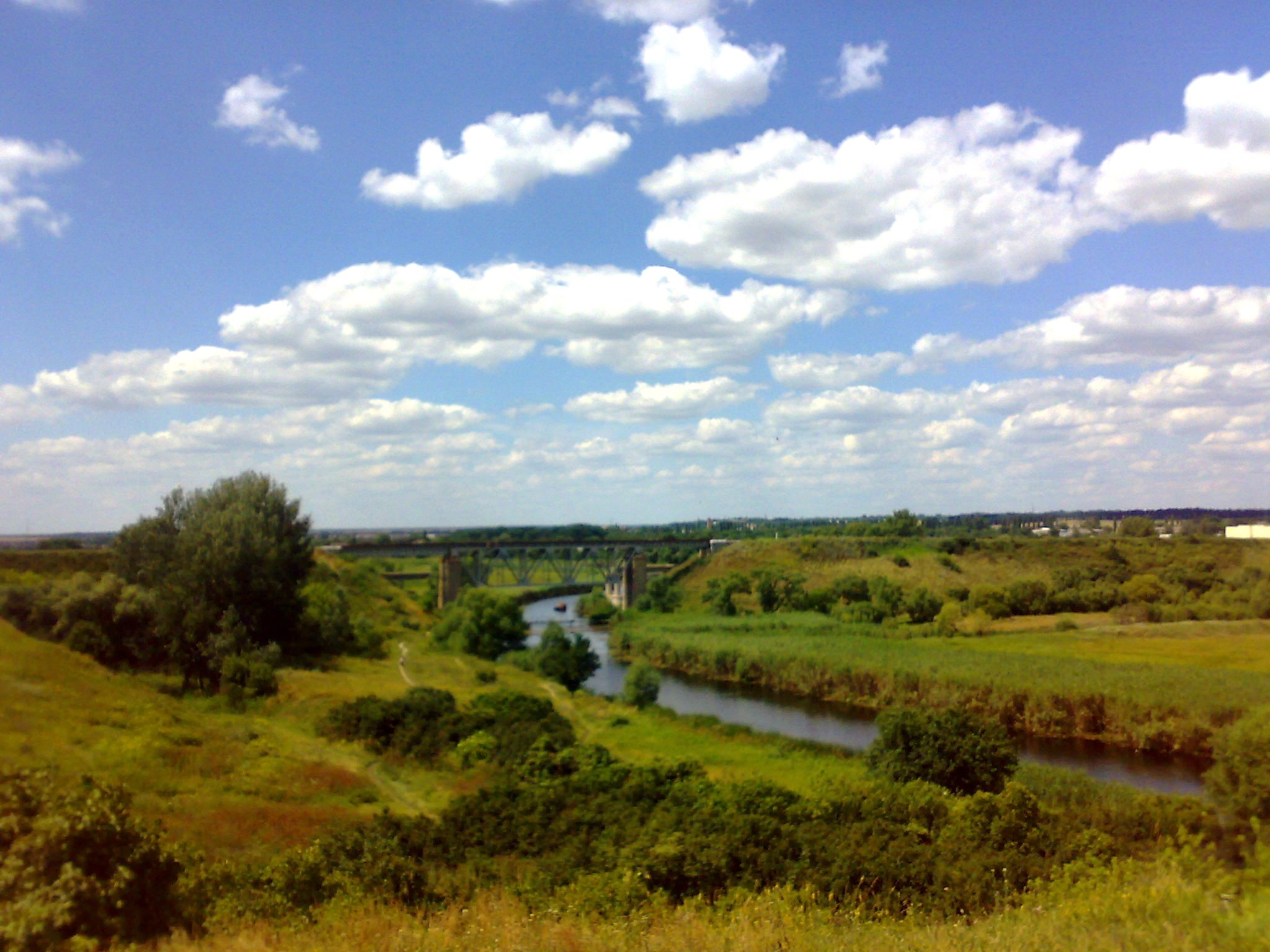
Велика Вись в околицях Новомиргорода
Туман над Виссю
Долина Великої Висі біля Панських гір

## Мости через Велику Вись
Мости через річку, побудовані новомиргородською ШЕД-722 під керівництвом Степана Кожум'яки:

Залізобетонний міст через р. Велику Вись у місті Новомиргороді. 20 жовтня 1962 року
Шлях Кіровоград—Шпола, 64-й км. Міст довжиною 98 м через р. Велику Вись у Новомиргороді. Побудований у 1962 р.
Відкриття залізобетонного мосту в м. Новомиргороді на Кіровоградщині через річку Велику Вись. 20 жовтня 1962 рік
Залізобетонний міст через річку Велику Вись у м. Новомиргороді. Побудований у 1962 році
Залізобетонний міст через р. Велику Вись у с. Велика Виска на Кіровоградщині. Побудований у 1965 році
Відкриття залізобетонного мосту через р. Велику Вись у м. Новомиргороді. Побудовано в 1963 році (район залізничного вокзалу)
Залізобетонний міст через р. Велику Вись поміж селами Коробчине та Рубаний Міст, Новомиргородського р-ну. Побудований у 1972—1973 роках
Залізобетонний міст через Велику Вись у с. Панчеве, Кіровоградської області по шляху Новомиргород—Кіровоград. Побудований у 1968 році
Залізобетонний міст на шляху до залізничного вокзалу в Новомиргороді. Побудований у 1963 році
Залізобетонний міст через Велику Вись поміж селами Коробчине та Рубаний Міст, Новомиргородського району. Побудований у 1972—1973 роках
Міст через р. Велику Вись у селі Панчеве, Кіровоградської області на ГК161+ 34 шляху по шляху Новомир-город—Кіровоград. Побудов. у 1968 р.
Місток через балку в селі Мартоноша на ГК 100+49, 56 по шляху Новомиргород—Кіровоград через село Панчеве. Побудований у 1968 році
Залізобетонний міст через Велику Вись у с. Панчеве, Кіровоградської обл. на ГК 161+34 по шляху Новомиргород—Кіровоград. Побудований у 1968 році
Інженер Степан Кожум'яка зі шляховика-ми на будівництві мосту через Велику Вись між с. Коробчине та Рубаний Міст. 1972 рік
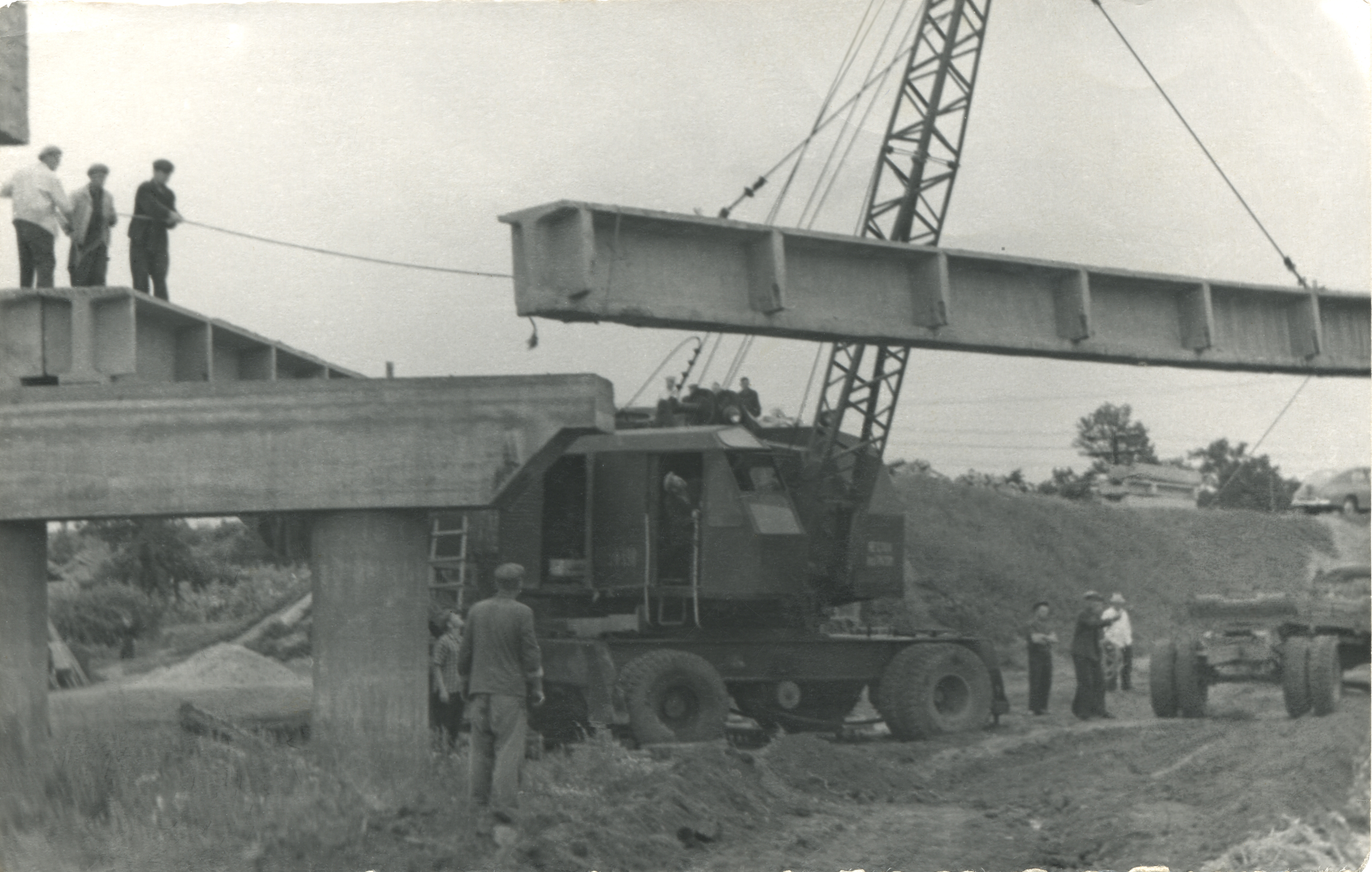
Будівництво залізобетонного мосту через річку Велику Вись у м. Новомиргороді. Побудований у 1962 році
Міст через Велику Вись у с. Панчеве, Кіровоградської області на ГК 161+34 по шляху Новомиргород—Кіровоград. Будівництво завершено в 1968 році
Міст через Велику Вись у селі Панчеве, Кіровоградської області на ГК161+34 по шляху Новомиргород— Кіровоград. Побудований у 1968 р.
Міст через балку в селі Мартоноша, Кіровоградської обл. на ГК 115+50 по шляху Новомиргород—Кіровоград через с. Панчеве. Побудований у 1968 році